# Балбанъю (приток Хулги)
Балбанъю (устар. Балбан-Ю) — река в Берёзовском районе Ханты-Мансийского АО. Устье реки находится в 155 км от устья Хулги по правому берегу. Длина реки составляет 64 км.

## Данные водного реестра
По данным государственного водного реестра России относится к Нижнеобскому бассейновому округу, водохозяйственный участок реки — Северная Сосьва, речной подбассейн реки — Северная Сосьва. Речной бассейн реки — (Нижняя) Обь от впадения Иртыша.
Код объекта в государственном водном реестре — 15020200112115300025861.